# Viggo Jørgensen (fodboldspiller, født 1899)
 Der er flere personer med dette navn, se Viggo Jørgensen.
Alfred Viggo Jørgensen  (født 8. august 1899 på Østerbro i København, død 21. maj 1986 på Østerbro i København) var en dansk fodboldspiller.
Viggo Jørgensen spillere i B.1903, som han vandt det danske mesterskab med 1920, 1924 og 1926. Han spillede i perioden 1920-1926 13 landskampe og scorede 6 mål for Danmark, han debuterede ved OL 1920 i kampen mod Spanien. I landskampen mod Holland i Idrætsparken 1926 lavede han et hattrick.